# دانييلا لوخان
وإسمها الكامل دانييلا باريوس رودريغيز (بالإسبانية: Daniela Luján Rodriguez)‏ وهي ممثلة و مغنية مكسيكية ولدت في يوم 5 أبريل 1988 في مدينة مكسيكو من أبرز المسلسلات التي قامت ببطولتها هو مسلسل لوز كلاريتا.

## روابط خارجية
- دانييلا لوخان على موقع IMDb (الإنجليزية)
- دانييلا لوخان على موقع ميوزك برينز (الإنجليزية)
- دانييلا لوخان على موقع أول موفي (الإنجليزية)
- دانييلا لوخان على موقع قاعدة بيانات الفيلم (الإنجليزية)
- دانييلا لوخان على موقع كينوبويسك (الروسية)